# Pedioscopus quadrilineatus
Pedioscopus quadrilineatus är en insektsart som beskrevs av Maldonado-capriles 1972. Pedioscopus quadrilineatus ingår i släktet Pedioscopus och familjen dvärgstritar. Inga underarter finns listade i Catalogue of Life.